# Rosa 'Darcey Bussell'
'Darcey Bussell' ('Ausdecorum' es el nombre del obtentor registrado), es un cultivar de rosa que fue conseguido en Reino Unido en 2005 por el rosalista británico David Austin.

## Descripción
'Darcey Bussell' es una rosa moderna cultivar del grupo « English Rose Collection ».
El cultivar procede del cruce de planta de semillero x planta de semillero.
Las formas arbustivas del cultivar tienen porte erguido que alcanza más de 90 a 150 cm de alto. Las hojas son de color verde oscuro mate de tamaño medio, follaje coriáceo.
Sus delicadas flores de color mezcla de rojos. Fragancia moderada. Flor de hasta 80 pétalos. El diámetro medio de 4". Rosas grandes, muy completas (41 + pétalos), floración en pequeños grupos, forma flor pasada de moda.
Florece de una forma prolífica, floración en oleadas a lo largo de la temporada.

## Origen
El cultivar fue desarrollado en Reino Unido por el prolífico rosalista británico David Austin en 2005. 'Darcey Bussell' es una rosa híbrida con ascendentes parentales de cruce de planta de semillero x planta de semillero.
El obtentor fue registrado bajo el nombre cultivar de 'Ausdecorum' por David Austin en 2005 y se le dio el nombre comercial de exhibición 'Darcey Bussell'™.
También se le reconoce por el sinónimo de 'Ausdecorum' y 'Monferrato'.
- La rosa fue creada antes de 2005 e introducida en el Reino Unido por David Austin Roses Limited (UK) en 2005 como 'Darcey Bussell'.[1]
- La rosa 'Darcey Bussell' fue introducida en Estados Unidos con la patente "United States - Patent No: PP 18,717".[1]
- La rosa 'Darcey Bussell' fue introducida en Australia por "Treloar Roses Pty Ltd" en 2008 como 'Darcey Bussell', con la patente "Australia - Application No: 2008/097  on  2008".[1]
- La rosa 'Darcey Bussell' fue introducida en Nueva Zelanda con la patente "New Zealand - Patent No: 2911  on  2 Jun 2010/Application No: ROS947".[1]

## Premios y galardones
- Gifu Bronze Medal 2010

## Cultivo
Aunque las plantas están generalmente libres de enfermedades, es posible que sufran de punto negro en climas más húmedos o en situaciones donde la circulación de aire es limitada. Se desarrollan mejor a pleno sol. En América del Norte son capaces de ser cultivadas en USDA Hardiness Zones 6b a 9b. La resistencia y la popularidad de la variedad han visto generalizado su uso en cultivos en todo el mundo.
Puede ser utilizado para las flores cortadas, jardín. Vigorosa. En la poda de Primavera es conveniente retirar las cañas viejas y madera muerta o enferma y recortar cañas que se cruzan. En climas más cálidos, recortar las cañas que quedan en alrededor de un tercio. En las zonas más frías, probablemente hay que podar un poco más que eso. Requiere protección contra la congelación de las heladas invernales.

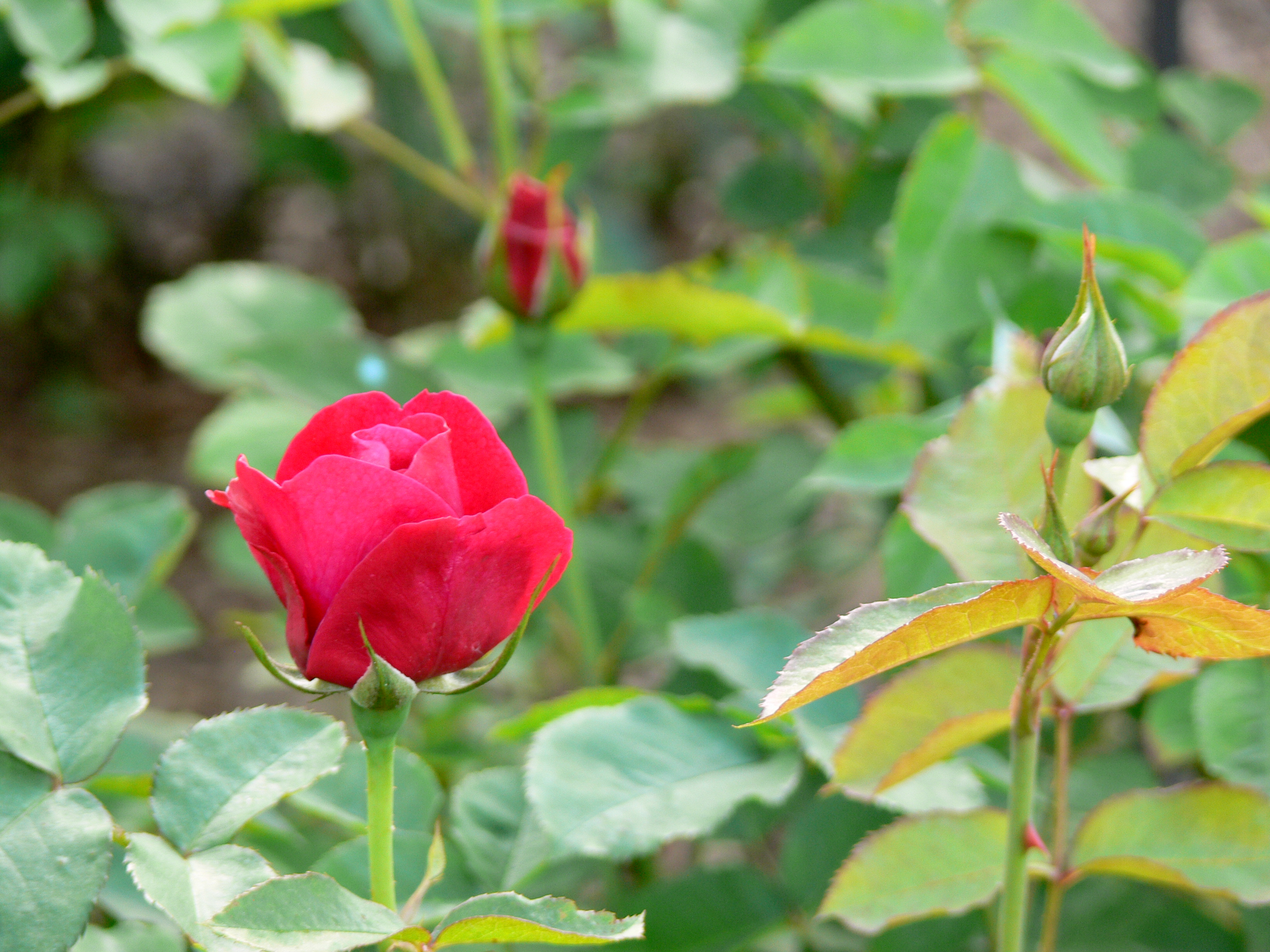
Rosa 'Darcey Bussell' en el Jardín Botánico de Nueva York.